# جیمز گلیکنهاوس
جیمز گلیکنهاوس (به انگلیسی: James Glickenhaus) (زاده ۲۴ ژوئیه ۱۹۵۰) یک تهیه‌کننده، سرمایه‌دار، کارگردان و کارآفرین آمریکایی است.

## فیلم‌شناسی
- ستاره شانس (۱۹۷۵) - کارگردان
- نابودگر (۱۹۸۰) - نویسنده و کارگردان
- سرباز (۱۹۸۲) - نویسنده، کارگردان و تهیه‌کننده
- محافظ (۱۹۸۵) - نویسنده و کارگردان
- لرزش (۱۹۸۸) - نویسنده و کارگردان
- مکبین (۱۹۹۱) -  نویسنده و کارگردان
- کشتار بی‌گناهان (۱۹۹۳) - نویسنده و کارگردان
- تایم‌مستر (۱۹۹۵) -  نویسنده و کارگردان[۳]